# إسبن ريان
إسبن ريان (بالنرويجية: Espen Rian)‏ هو متزحلق نوردي مزدوج نرويجي، ولد في 11 فبراير 1981 في تروندهايم في النرويج.

## وصلات خارجية
- الموقع الرسمي
- إسبن ريان على موقع الاتحاد الدولي للتزلج (التزلج النوردي المزدوج) (الإنجليزية)
- إسبن ريان على موقع أوليمبيديا (الإنجليزية)